# براسيت
براسيت هو معدن بالصيغة الكيميائية التالية Mg(AsO3OH)·4(H2O). يوجد في التشيك. لونه أبيض ويترك شريط أبيض. انفلاقه البلوري تام. بلوراته مكونه من نظام بلوري معيني قائم-هرمي مضاعف.